# Poinsenot
Poinsenot är en kommun i departementet Haute-Marne i regionen Grand Est (tidigare regionen Champagne-Ardenne) i nordöstra Frankrike. Kommunen ligger i kantonen Auberive som tillhör arrondissementet Langres. År 2022 hade Poinsenot 55 invånare.

## Befolkningsutveckling
Antalet invånare i kommunen Poinsenot
| Referens: INSEE |